# Céleri
« Cèleri » redirige ici. Pour l’article homophone, voir Sellerie.
Cet article concerne l'espèce cultivée. Pour les autres espèces nommées Céleri, voir Céleri (homonymie).
Apium graveolens
Espèce
Classification phylogénétique
Statut de conservation UICN

 LC  : Préoccupation mineure
Le céleri  ou cèleri ou ache des marais ou encore persil des marais (Apium graveolens L.), est une espèce de plantes à fleurs de la famille des Apiacées. C'est une plante herbacée bisannuelle originaire d'Europe cultivée comme plante potagère pour ses feuilles et sa racine tubérisée consommées comme légumes.

## Histoire
À l'état sauvage, il pousse au bord des ruisseaux et dans les endroits humides d'Europe. Le céleri était connu en Égypte, en Grèce ou à Rome, où il était utilisé pour ses supposées vertus médicinales et aphrodisiaques.
Il fait partie des plantes dont la culture est recommandée dans les domaines royaux par Charlemagne dans le capitulaire De Villis (fin du VIIIe ou début du IXe siècle).
En France, la culture du céleri-rave est introduite d'Italie à la Renaissance tandis que le céleri-branche y est attesté au XVIIe siècle. Il ne trouve cependant une véritable place en gastronomie qu'au XIXe siècle.

## Nomenclature et étymologie
Le nom de genre Apium est un mot latin ăpĭum, ĭī, n. (de ăpĭs « abeille », plur. ăpiŭm, (aimé) « des abeilles », « ache, persil » (Pline HN 19, 123).
L’épithète spécifique graveolens est composé des deux étymons gravis « lourd, enceinte »  et olens « odorant », soit « qui a une odeur lourde, forte ».
Le terme « céleri » est à l'origine un mot emprunté à un dialecte italien, le lombard, seleri qui dériverait du latin selinon, mot désignant à l'origine la plante en grec.
Cette espèce est désignée de nombreux noms communs : céleri, aussi écrit cèleri, ache des marais, ache odorante, ache puante,  persil des marais, persil odorant, céleri d'Italie... auxquels il faut ajouter les noms des variétés ci-dessous.
de : Staudensellerie, Stielsellerie, en : celery, es : apio, apio bastardo.
Dans l'Antiquité, la plante est connue sous le nom de selenon ou « plante de la lune », à rapprocher de Séléné, la déesse grecque de la Lune.
On distingue quatre grandes variétés dans cette espèce, dont trois sont couramment cultivées :
- Apium graveolens var. graveolens : l'ache des marais ;
- Apium graveolens var. dulce : le céleri-branche ou céleri à côtes ;
- Apium graveolens var. rapaceum, le céleri-rave ou céleri-navet ;
- Apium graveolens var. secalinum : le céleri à couper, ou céleri chinois.

### Variétés cultivées
En 2023 près de 200 variétés de céleri à côtes et 185 variétés de céleri-rave sont inscrites au catalogue européen des espèces et variétés. 
Douze variétés de céleri à côtes sont inscrites au catalogue français : "À couper", "Albedo", Antares, Augustus, Centauri, Fiorella, "D'Elne", "Géant doré amélioré", Lino, Plein blanc Lepage, Plein blanc Pascal, Torpedo.
De nouvelles variétés résistantes au Cercospora ont été créées.

## Description

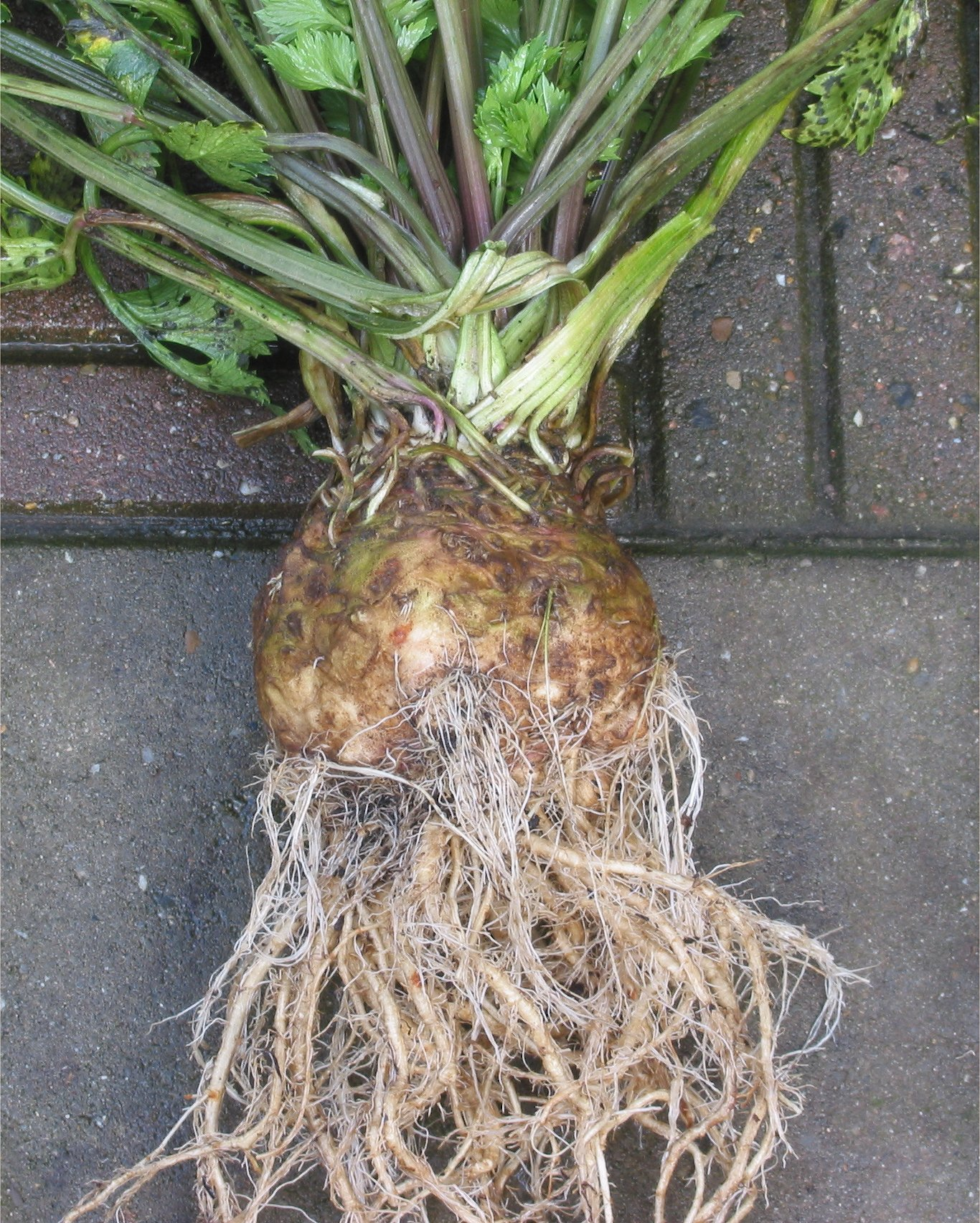
Céleri-rave.

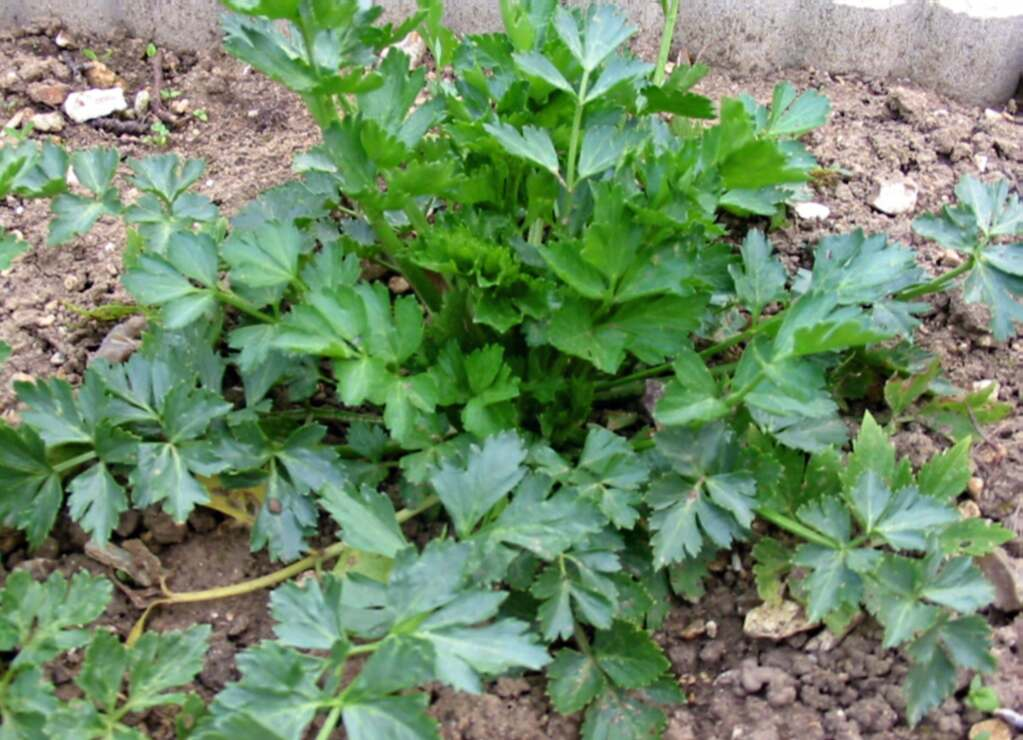
Céleri à couper.

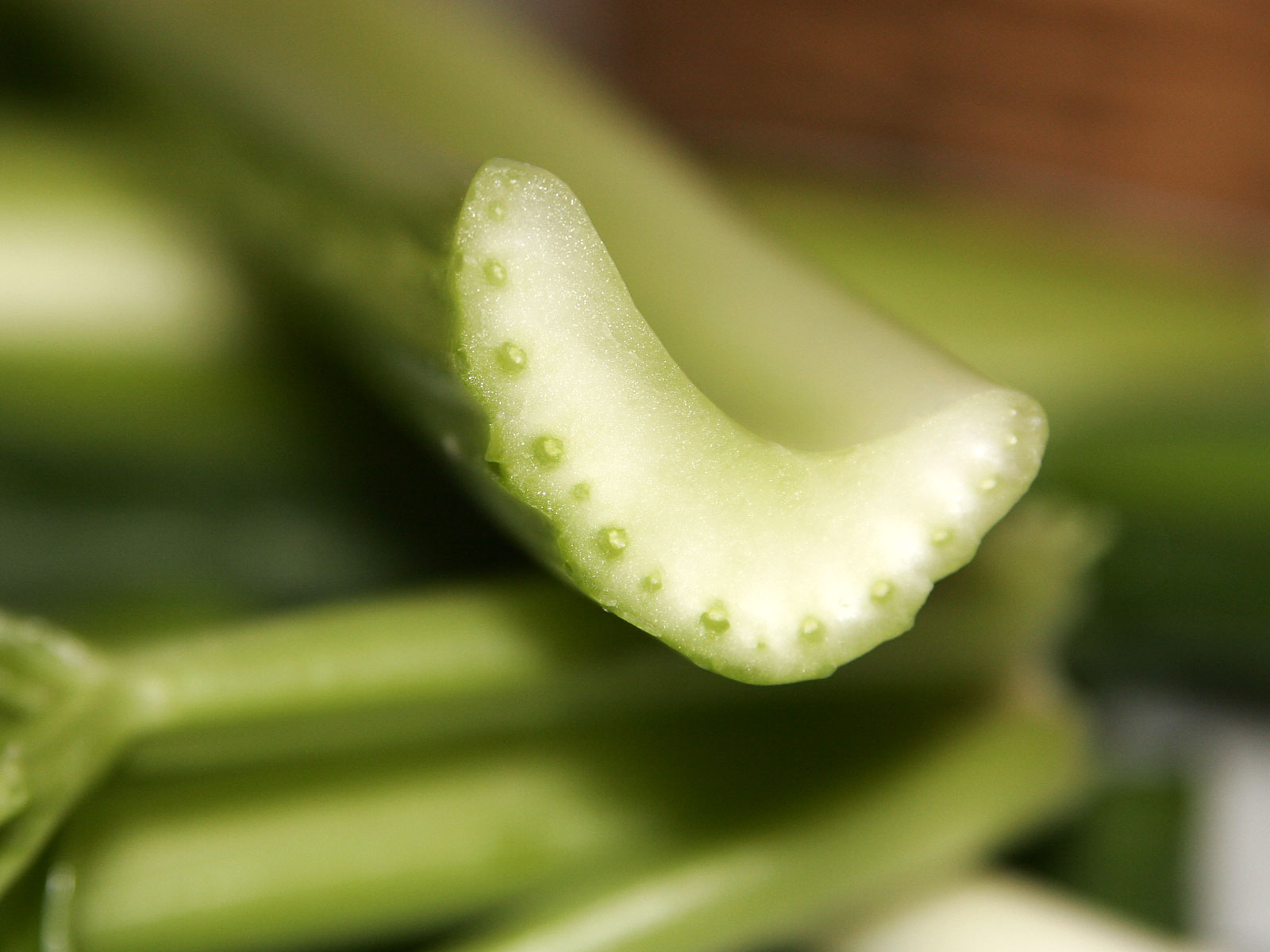
Coupe d'une branche de céleri.

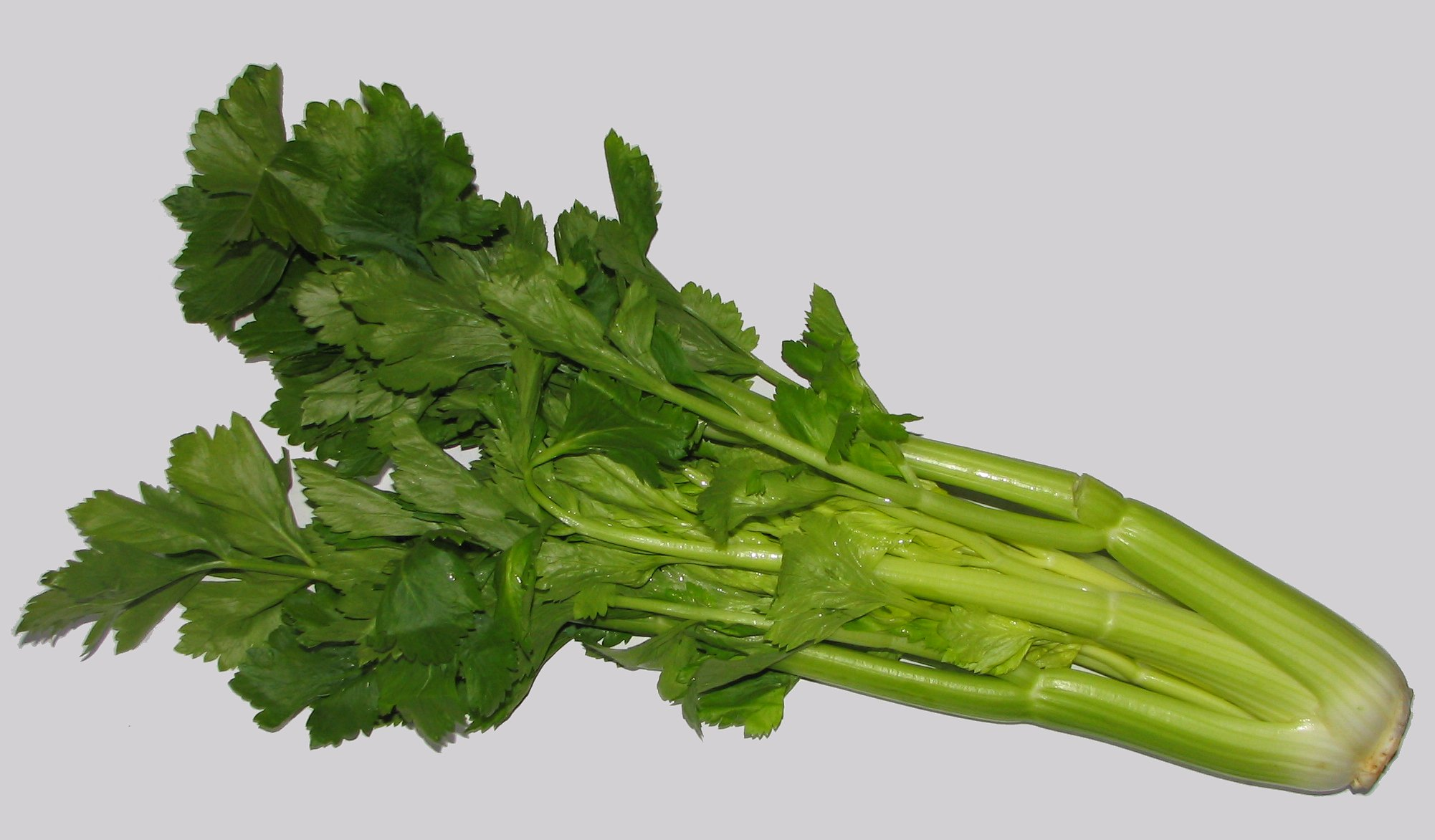
Céleri tel qu'on le trouve généralement sur les marchés.

### Caractéristiques
- Organes reproducteurs
  - Couleur dominante des fleurs : blanc
  - Période de floraison : août-octobre
  - Inflorescence : ombelle d'ombellules
  - Sexualité : hermaphrodite
  - Pollinisation : entomogame, autogame
- Graine
  - Fruit : akène
  - Dissémination : hydrochore
- Habitat et répartition
  - Habitat type : prairies européennes, hygrophiles longuement inondables
  - Aire de répartition : cosmopolite

données d'après : Julve, Ph., 1998 ff. - Baseflor. Index botanique, écologique et chorologique de la flore de France. Version : 23 avril 2004.

## Statut en France
Cette plante est protégée dans le Nord-Pas-de-Calais.

## Utilisation

### Alimentaire
Le céleri (rave et feuille) est utilisé en cuisine à la fois comme aromate et comme légume ; on en fait aussi un jus. Il est allergène pour certaines personnes.
Le céleri est très peu calorique (entre 12 et 20 kilocalories pour 100 grammes, soit environ 50 à 100 kilojoules). Selon certains auteurs, sa digestion consomme plus de calories que l'aliment n'en apporte.
Ses feuilles tendres, finement ciselées, peuvent servir à relever diverses préparations, notamment soupes et sauces. Leur goût, plus fort que celui du persil, rappelle la livèche.
Les côtes du céleri-branche se consomment cuites le plus souvent sautées à la sauce blanche ou à la crème ou bien en gratin (légume similaire aux côtes de blettes). Elles peuvent également se consommer crues, coupées finement, dans des salades.
La racine du céleri-rave, à saveur un peu piquante, se consomme crue, râpée en rémoulade, ou cuite, par exemple en gratin, en soupe, en purée ou sautée.
Les graines sont utilisées pour parfumer le poisson et le chou-fleur, et peuvent, infusées dans de l'eau de vie, donner une liqueur.
Les côtes et les épluchures sont parfois ajoutées au bouquet garni.
Le sel additionné d'extrait des fruits ou de graines de céleri, séchées et broyées, est un condiment connu sous le nom de « sel de céleri ». Cet assaisonnement peut remplacer le sel de table, parfumer les légumes frais, les soupes et surtout le jus de tomate ainsi que de nombreux cocktails.

### Médicinale
Les propriétés alimentaires du céleri sont bien connues, mais il existe aussi des vertus médicinales : les feuilles et les racines sont dépuratives, diurétiques, carminatives, stomachiques, tonifiantes. La plante est également censée être aphrodisiaque. Il est également riche en vitamine K.
Un aspect rarement évoqué est sa propriété photo-sensibilisante en particulier pour les radiations UV.  Les feuilles de céleri contiennent des furanocoumarines phototoxiques (psoralène et ses formes méthoxylées xanthotoxine et bergaptène). Un contact prolongé avec la plante suivi d'une exposition au soleil peut provoquer des accidents cutanés. Les dermatites aiguës sont surtout observées chez les agriculteurs ou les employés des industries de transformation. Les risques de phototoxicité après ingestion sont plus limités. Il est cependant parfois dangereux de s'exposer au soleil après avoir mangé du céleri. Le risque en est de graves brûlures. La dangerosité est fonction de la dose consommée et de l'indice UV du moment.
Le céleri est riche en nitrates qui se transforment en nitrites grâce à des bactéries de la bouche. D'après une étude en 2010, ces nitrites sont impliqués dans la vasodilatation et la fluidification du sang, ce qui améliore l'afflux de sang dans certaines zones du cerveau qui, avec le temps, sont moins perfusées. Une dose quotidienne de céleri peut potentiellement prévenir la démence et la baisse cognitive en améliorant cet afflux sanguin cérébral. Les effets sur la santé des nitrates et nitrites peuvent être également négatifs.

## Symbolique et aspects culturels
- Le nom du céleri est attribué au 2e jour du mois de brumaire du calendrier républicain ou révolutionnaire français[9], généralement chaque 23 octobre du calendrier grégorien.
- L'androsténone (5α-androst-16-en-3-one) a été la première phéromone de mammifère à être identifiée mais ce stéroïde est également présent dans le cytoplasme du céleri.

## Pathogènes
Le céleri est sensible à deux pathogènes fongiques, à savoir,  Cercospora apii qui provoque des taches foliaires de couleur brun clair, mais aussi occasionnellement des dégâts sur le pétiole, qui entraînent le dessèchement des plants et la mort des parties infectées; et Septoria apiicola qui provoque également des taches foliaires de couleur brun rougeâtre.

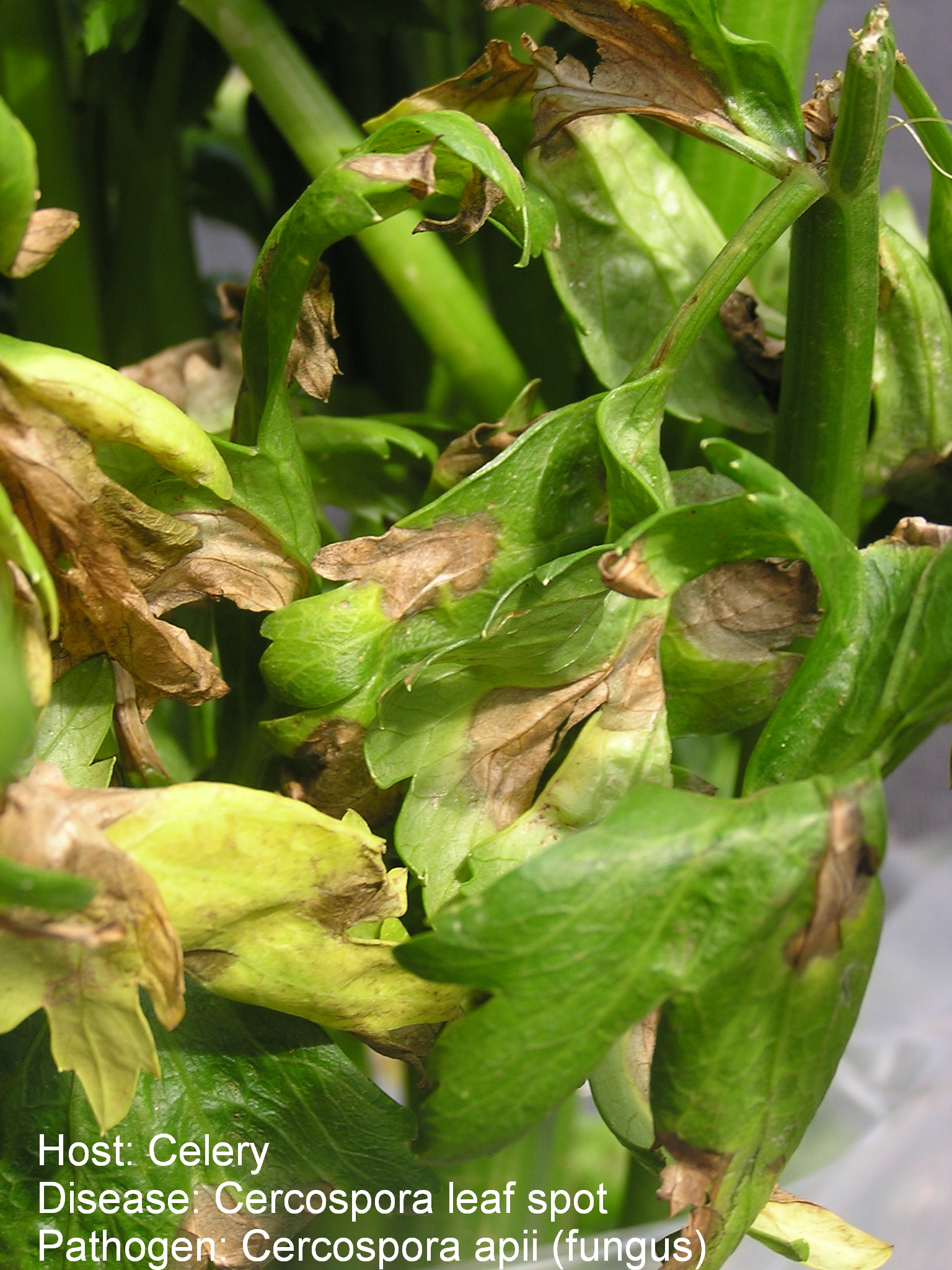
Brûlure cercosporéenne sur feuille de céleri.

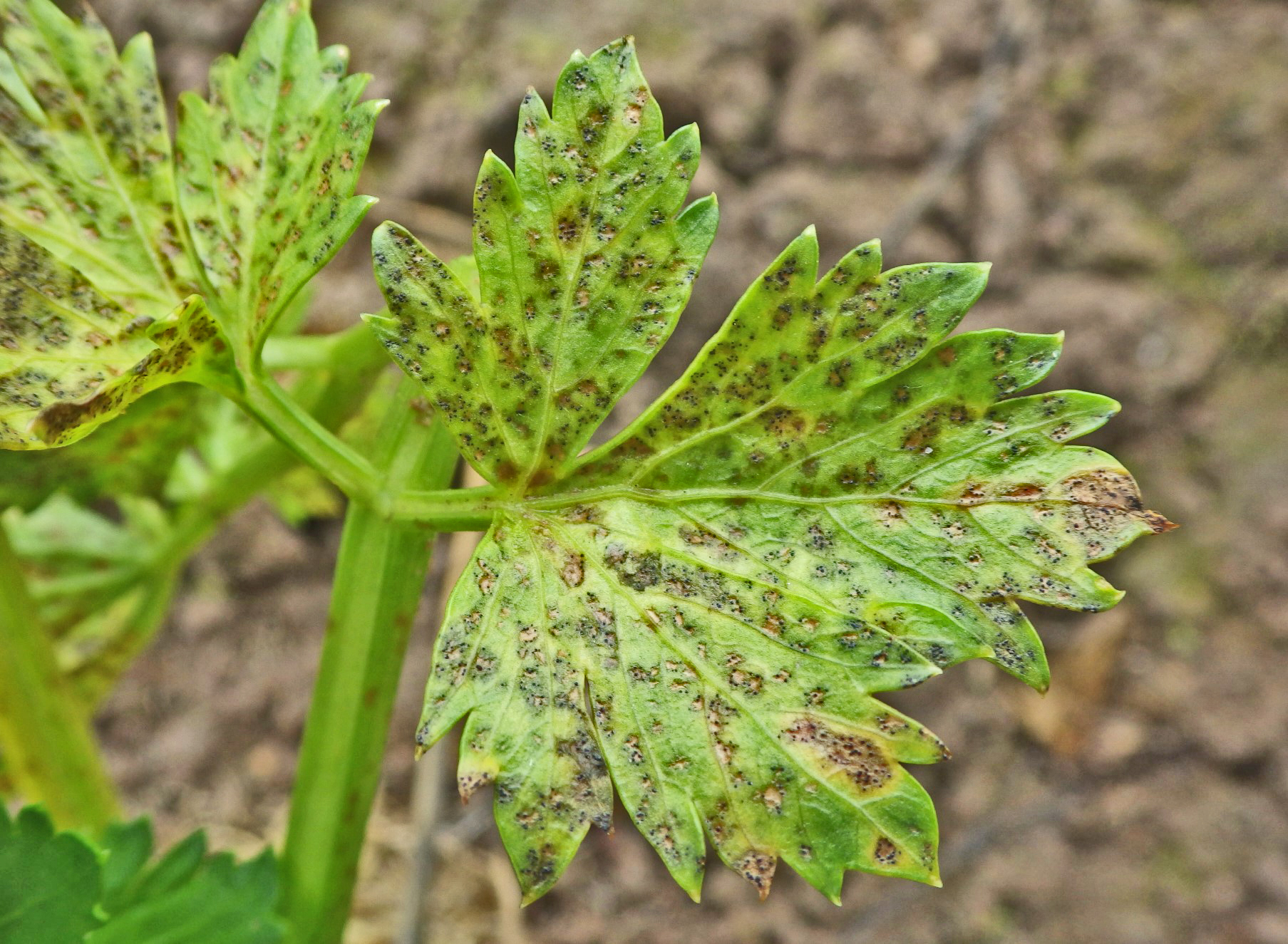
Brûlure septorienne sur feuille de céleri.

Le céleri est également sensible au pathogène bactérien Pseudomonas syringae pv apii qui provoque des taches foliaires de couleur jaune vif qui en s'étendant prennent une couleur rouille entourée d'un halo jaune.
Le développement de ces pathogènes est notamment favorisé par une forte humidité des plants ainsi que par des semences contaminées ou encore des résidus végétaux infectés laissés au champ.